# Digitosa elliptica
Digitosa elliptica är en fjärilsart som beskrevs av Diakonoff 1960. Digitosa elliptica ingår i släktet Digitosa och familjen vecklare. Inga underarter finns listade i Catalogue of Life.